# Chatyr-Kul
El lago Chatyr o Chatyr-Kul, también transcrito como Chatyr Köl, Chatyrkol (en kirguís: Чатыр-Көл, literalmente «lago Celestial») es un lago alpino endorreico del Asia Central, localizado en las montañas de Tian Shan. Administrativamente, pertenece al distrito de At-Bashi de la provincia de Naryn de Kirguistán. Se encuentra en la parte baja de la depresión Chatyr-Kul, cerca del paso de Torugart, un cruce fronterizo con China.
El lago y una banda de protección 2 km a su alrededor son parte de la Reserva Natural Estatal Karatal-Japyryk (establecida en 1994). El 8 de noviembre de 2005 el lago fue declarado sitio Ramsar, con un área de protección de 16.100 ha (n.º ref. 1588, código 2KG002).

## Clima
La temperatura media anual en la cuenca del lago es de -5.6 °C, con una temperatura media de -22 °C en enero y 7,1 °C en julio. La temperatura máxima en verano es de 24 °C y la mínima en invierno de -50 °C. Cerca del 88-90% de la precipitación anual de la cuenca del lago (de 208-269 mm) cae en verano. De octubre a finales de abril la superficie del lago se congela, con un espesor entre 0,25-1,5 m.

## Hidrología
El agua del lago Chatyr-Kul es de color verde amarillento, con una transparencia de hasta 4 m. La mineralización está comprendida entre 0,5 y 1,0 miligramos por litro (cloruro, hidrocarbonato, sodio y magnesio). La salinidad del lago es de 2 ppm. Algunas fuentes minerales en la parte sur del lago tienen una mineralización de 5 a 7 gramos por litro y un pH = 5,8-6,0. El caudal es de 1.866 m³ en invierno y 3.629 m³ durante el verano.
En las últimas décadas se ha dado un balance hídrico negativo en el lago que ha hecho que descendiese su nivel.